# Arcade Fire
Arcade Fire er et canadisk rockband, der fik stor international bevågenhed med deres debutalbum Funeral, samt deres andet album Neon Bible, der også blev positivt modtaget. Bandet har spillet flere gange i Danmark blandt andet den 27. august 2011 i forbindelse med deres The Suburbs tour og igen på Northside Festival i Aarhus søndag den 15. juni 2014.

## Historie
Arcade Fire blev dannet af amerikansk fødte Win Butler fra Texas, der i starten af 00'erne flyttede til Montreal for at studere og af Régine Chassagne, der har en haitiansk baggrund. Senere flyttede også Wins bror Will Butler og tilsluttede sig bandet. Bandet består af seks kernemedlemmer - alle canadiere bortset fra de to brødre og har til live shows gerne 5-6 backing musikere med.
Bandet er kendt for deres ekstraordinært energifyldte liveshows. Alle medlemmer er multiinstrumentalister, og der byttes ofte instrumenter på scenen. Musikken er i indie rock genren men krydser over og har elementer af art rock, Dance rock og med heftig brug af alle mulige forskellige instrumenter, leges der med elementer af folkemusik og verdensmusik.
Arcade Fire vandt i 2011 en grammy for årets album med deres tredje studiealbum The Suburbs.

## Medlemmer
Gruppen består af ægteparret Win Butler og Regine Chassagne, samt Will Butler, Tim Kingsbury, Sarah Neufeld, Richard Reed Parry og Jeremy Gara.

## Diskografi

### Studiealbums
- Funeral (Merge Records, 2004)
- Neon Bible (Merge Records, 2007)
- The Suburbs (Merge Records, 2010)
- Reflektor (2013)
- Everything Now (2017)
- We (2022)
- Pink Elephant (2025)

### EP'er
- Arcade Fire (Merge Records, 2003)

### Singler
- "Neighborhood #1 (Tunnels)" (Merge Records, 2004)
- "Neighborhood #2 (Laïka)" (Rough Trade Records, 2005)
- "Neighborhood #3 (Power Out)" (Rough Trade Records, 2005)
- "Rebellion (Lies)" (Rough Trade Records, 2005)
- "Wake Up" (Rough Trade Records, 2005)
- "Keep The Car Running" (Merge Records, 2007)